# IL2RA
白介素-2受体α亚基（Interleukin-2 receptor subunit alpha，缩写IL2RA）也称为Tac抗原（Tac antigen）、P55、分化簇25（CD25，cluster of differentiation 25）是一种细胞表面蛋白质，由人类基因 IL2RA 编码，与β亚基（CD122）、γ亚基（CD132）共同组成白介素-2受体。